# ジャック滋野
ジャック 滋野（ジャック しげの、Jacques Shigeno、本名：滋野 清鴻（しげの きよとり）、1922年9月11日 - 1989年6月20日）は、日本のジャズピアニスト。「和製カーメン・キャバレロ」の異名で呼ばれた。
弟のロジェ滋野（本名・滋野清旭＝きよひ）はドラム奏者で洋画家。

## 経歴
父滋野清武男爵は、音楽家ながらフランス外人部隊に所属し、第一次世界大戦に従軍して日本航空史上最初のエース・パイロットとなったことで知られる。母はフランス人のジャーヌ・エイマールとは再婚。その長男として兵庫県神戸市に生まれる。
清武は、第一次世界大戦でフランス外人部隊に所属していた際に戦争未亡人だったジャーヌと出会い、結婚。大戦が終わると1920年にジャーヌを伴って帰国した。ジャックこと清鴻は東京市麹町区（現・東京都千代田区）に育ち、近所の三木鶏郎から音楽の手ほどきを受けた。
横浜高等工業学校（現・横浜国立大学）航空工学科卒業。父同様にパイロット志望だったが敗戦で断念し、ジャズピアニストとなる。米軍キャンプなどで演奏した他、芦野宏や田中朗などシャンソン歌手やジャズ歌手の伴奏を務め、4枚のアルバムを発表した。
近所の野良猫に餌をやろうとしたとき、誤ってビルの階段から転落し死亡した。

## レコード
Jacques baron Shigeno Joue... Vol. 1, 1980

Jacque baron Shigeno Joue... Vol. 2, 1981

Jacque baron Shigeno Joue... Vol. 3

Jacques baron Shigeno Joue... Vol. 4 à Sphinx, La Cigogne, Cig-1004, 1985